# Liam Gillion
William Bruce „Liam“ Gillion (* 17. Oktober 2002 in Auckland) ist ein neuseeländischer Fußballspieler.

## Karriere

### Verein
Aus der Jugend vom Manurewa AFC ging er Anfang 2017 in die des Western Suburbs FC über. Dort machte er zur Saison 2020 den Sprung in die erste Mannschaft, dort nahm er nach seiner Debüt-Saison mit der Mannschaft in der Central League, dann auch zur Folgesaison an der neu eingeführten National League teil und erreichte mit ihr die Meisterrunde. Im Februar 2022 wechselte er zum Auckland City FC, wo er nun einmal Meister wurde und in den nächsten Jahren auch jeweils immer (insgesamt drei Mal) die OFC Champions League erreichte. Im Sommer 2024 schloss er sich dem neuen Franchise Auckland FC an, welches in der australischen A-League spielt.

### Nationalmannschaft
Mit der neuseeländischen U23 nahm er im Spätsommer 2023 an der ozeanischen Olympiaqualifikation teil und wurde bei zwei Partien inklusive des Finals eingesetzt, in welchem er bei einem 9:0-Sieg über Fidschi ein Tor erzielte. Danach wurde er für den Olympiakader nominiert, bei welchem er für sein Team beim 2:1-Auftaktsieg über Guinea zur 77. Minute für Lachlan Bayliss eingewechselt wurde.